# مارک کوستو
مارک کوستو (لهستانی: Marek Kusto؛ زادهٔ ۲۹ آوریل ۱۹۵۴) بازیکن و مربی فوتبال اهل لهستان بود.
از باشگاه‌هایی که در آن بازی کرده‌است می‌توان به باشگاه فوتبال ویسوا کراکوف و باشگاه فوتبال لگیا ورشو اشاره کرد.
وی به‌همراه تیم ملی فوتبال لهستان به مقام سوم جام جهانی فوتبال ۱۹۷۴ دست پیدا کرده‌است